# غلين كواغماير
غلين كواغماير، غالبًا ما يشار إليه باسم الأخير، هو شخصية خيالية من المسلسل التلفزيوني الأمريكي للرسوم المتحركة فاميلي غاي. إنه جار وصديق لعائلة غريفين، واشتهر بفرط الجنس وشعاره «غيغيتي». يصفه مؤلف العرض والممثل الصوتي سيث ماكفارلن بأنه «إنسان مروع لا يزال عالقًا في عصر حزمة الجرذان» استنادًا إلى كليشيهات عفا عليها الزمن في خمسينيات القرن الماضي.

## الأصول والأسلوب الصوتي
تم اختيار اسم كواغماير من قبل أحد معارف مكفارلن في الكلية. ابتكر مكفارلن صوت كواغماير بعد الاستماع إلى فرسان الراديو الذين يتحدثون بسرعة من حقبة الخمسينيات، واصفًا الشخصية بأنها «رجل راديو الخمسينيات على الكوكايين». عبارة «غيغيتي» مستوحاة من تقليد جيري لويس لستيف مارمل.

## دوره في العرض
يحمل كواغماير بكالوريوس ويعمل كطيار طيران تجاري. يعيش في شارع سبونر حيث هو جار وصديق لبيتر غريفين وكليفلاند براون وجو سوانسون. كان لديه زوجتان: جوان، خادمة من عائلة غريفينز وقد ماتت؛ وعاهرة تدعى كارميس طلقها. تم الاعتراف بالحلقة السابقة، «أنا آخذ ذي كواغماير»، من قبل مكفارلن كأول حلقة تدور حول كواغماير.
خلال الفترة التي قضاها في كوريا أثناء خدمته في بوسان، كان لديه مهنة قصيرة كنجم لمسلسل تلفزيوني طويل باسم «جوني الأمريكي» وكان عاشقًا لشريكته سوجين. لقد استعادَا علاقتهما أثناء سفره القصير إلى هناك مع بيتر وجو وكليفلاند. واعد كواغماير لفترة وجيزة شيريل تيغز في أوائل الثمانينيات، لكنها تخلت عنه بسبب غيرته المستمرة وإدمانه للجنس. ظهرت شيريل، التي يعتبرها كواغماير حبه الحقيقي المفقود منذ فترة طويلة، مرة أخرى مرتين في حياة كواغماير، بسبب تدخل برايان غريفين: الأولى، عندما دعاها برايان لتناول العشاء بحجة أنه كان ذاهبًا لتناول العشاء معها فيما كانت المرة الثانية، عندما واعدها براين فقط لتعذيبه (انتقم كواغماير منه من خلال مواعدة صديقته السابقة جيليان). يحقتر كواغماير برايان، ولديهما عداء يمتد على عدة حلقات.
في حلقة «طفل كواغماير»، يكتشف كواغماير أن لديه ابنة تدعى آنا لي، لكنه يعرضها للتبني؛ تشير عدة حلقات إلى أن كواغماير قد أنجب العديد من الأطفال الآخرين. تم تقديم والده، دان، في حلقة «والد كواغماير». والده محارب قديم في حرب فيتنام أجرى تغييرًا جنسيًا ليتحول إلى امرأة تدعى إيدا. شوهدت شقيقة كواغماير، بريندا، لأول مرة في حلقة «جيروم هو الأسود الجديد» وهي موضوع «صرخات الصمت: قصة بريندا كيو». في كلتا الحلقتين، كانت بريندا ضحية للعنف المنزلي من شريكها جيف، الذي قتله كواغماير من أجل حمايتها. تكشف حلقة «والدة كواغماير» عن وجود علاقة متوترة ومختلة مع والدته التي تعاملت معه جنسيًا. وقد أشارت حلقات أخرى إلى أن الاثنين قد مارسا الجنس بالفعل.
يتميز بأنه ينغمس في شذوذ جنسي متعدد مثل بي دي إس إم، والتحرشية، والبياستوفيليا، ومتلازمة الأميرة النائمة،
والولع بالاختناق، وشهوة التلصص، والاستعرائية، والبهيمية، وجماع الأموات. لديه أيضا ميل للفتيات في سن المراهقة، بما في ذلك ابنة بيتر ميغ، حيث يسألهن عما إذا بلغن 18 عامًا. وبعد الحلقة «عائلة الغوييم»، طوّر كواغماير إدمان المواد الإباحية بعد اكتشافه وجود المواد الإباحية على الإنترنت. عندما يكون كواغماير في المواقف الجنسية، غالبًا ما يصرخ بأشكال مختلفة من شعاره «غيغتي»، التي تم استخدامها في بضائع فاميلي غاي كالأقراط.
تعرضت المشاهد التي تتضمن السلوك الجنسي لـ كواغماير للرقابة في بعض الأحيان من قبل شبكة فوكس التلفزيونية، مثل حذف مشهده في حلقة «المطار '07» وهو يمارس الجنس مع عذراء ميتة في جنازتها. يقول مجلس تلفزيون الآباء، الناقد منذ مدة طويلة لـفاميلي غاي، أن كواغماير يقدم «بعض اللحظات الأكثر تفاهةً» في العرض.

## روابط خارجية
- غلين كواغماير في موقع Fox.com